# 227 Radikale
Eine Liste mit 227 Radikalen wird von einigen Wörterbüchern für vereinfachte chinesische Schriftzeichen verwendet, darunter A Chinese-English Dictionary (Beijing, 1982) und Das neue chinesisch-deutsche Wörterbuch (新汉德词典, Beijing, 1996). Sie umfasst nur 226 Radikale und reserviert den Index 227 als Kategorie für nicht-klassifizierbare Zeichen.

## Systematik
Radikale nennt man die Wurzelzeichen (lateinisch: radix, Wurzel) der chinesischen Schrift, nach denen chinesische Schriftzeichen in Nachschlagewerken indiziert werden. Die Radikale sind nach Anzahl und Form der Striche geordnet. Eine traditionelle Liste von 214 Radikalen findet sich zum Beispiel im Kangxi-Wörterbuch; diese findet auch heute noch Verwendung.
Weitere Listen von Radikalen sind:
- 186 Radikale, Changyong gouci zidian (Beijing, 1982),
- 189 Radikale, Xinhua Zidian (neuere Ausgaben) und Xiandai Hanyu Cidian
- 191 Radikale, Xinhua Zidian in der Ausgabe von 1962
- 226 (eigentlich 225) Radikale, The Sino Chinese-English Dictionary, Radikal 207 des A Chinese-English Dictionary wurde hier ausgespart,
- 250 Radikale, Cihai (in einer überarbeiteten Version)

Die Aussprachezeichen sind dem Concise English-Chinese-English Dictionary entnommen.

## Übersicht
| Nr. | Zeichen | Striche | Bedeutung                                        | Aussprache                               | Anmerkungen                                    | Valenz   | Häufigkeit     | 214 Radikale | Beispiele                                                                                     |
| --- | ------- | ------- | ------------------------------------------------ | ---------------------------------------- | ---------------------------------------------- | -------- | -------------- | ------------ | --------------------------------------------------------------------------------------------- |
| 1   | 丶      | 1       | Punkt                                            | diǎn, zhǔ                                |                                                | gebunden | selten         | 3            | 永 yǒng = ewig, 求 qiú = suchen, 为 wéi, wèi = tun/machen                                     |
| 2   | 一      | 1       | eins                                             | héng, yī                                 |                                                | frei     | häufig         | 1            | 东 dōng = Osten, östlich, 万 wàn = 10.000, 世 shì = Welt                                      |
| 3   | 丨      | 1       | Senkrechtstrich                                  | shùl                                     |                                                | gebunden | sehr selten    | 2            | 丰 fēng = drall, 书 shū = Buch, 半 bàn = halb                                                 |
| 4   | 丿      | 1       | Schrägstrich                                     | piě                                      |                                                | gebunden | relativ häufig | 4            | 乃 nǎi = folglich, 久 jiǔ = lange Zeit, 乐 yuè, lè = Musik                                    |
| 5   | 乛      | 1       |                                                  | hénggōu                                  |                                                | gebunden | sehr selten    |              | 了 le = (Partikel), 也 yě = und/auch, 买 mǎi = kaufen                                         |
| 6   | 𠃌      | 1       |                                                  | héngpiě                                  |                                                | gebunden | sehr selten    |              | 习 xí = üben, 司 sī = verwalten                                                               |
| 7   | 乙      | 1       | 2. Himmelsstamm                                  | yǐ                                       | Schreibvariante                                | frei     | sehr selten    | 5            | 九 jiǔ = neun, 飞 fēi = fliegen                                                               |
| 8   | 冫      | 2       | Eis, (Zwei-Punkte-Wasser)                        | liǎngdiǎn shuǐ 两点水                    | Kurzform von 40 水 (Wasser)                    | gebunden | relativ häufig | 15           | 冰 bīng = Eis, 冷 lěng = kalt, 冬 dōng = Winter                                               |
| 9   | 亠      | 2       | Deckel                                           | tóu                                      | vergleiche 头                                  | gebunden | häufig         | 8            | 六 liù = sechs, 市 shì = Stadt, 京 jīng = Hauptstadt                                          |
| 10  | 讠      | 2       | sprechen                                         | yán 言字旁                               | Kurzform von 185 言                            | gebunden | sehr häufig    | 149          | 语 yǔ = Sprache, 讲 jiǎng = sprechen, 让 ràng = lassen, erlauben                              |
| 11  | 二      | 2       | zwei                                             | èr                                       |                                                | frei     | selten         | 7            | 五 wǔ = fünf, 井 jǐng = Brunnen, 互 hù = gegenseitig                                          |
| 12  | 十      | 2       | zehn                                             | shí 十字儿                               |                                                | frei     | relativ häufig | 24           | 千 qiān = 1.000, 古 gǔ = alt, 升 shēng = hochsteigen                                          |
| 13  | 厂      | 2       | Abhang, Fabrik                                   | cháng 厂字旁                             |                                                | frei     | selten         | 27           | 厅 tīng = Büro, 厕 cè = Toilette, 厄 è = Notlage                                              |
| 14  | 𠂇      | 2       |                                                  | zuǒ                                      |                                                | gebunden | sehr selten    | 5            | 友 yǒu = Freund, 左 zuǒ = links                                                               |
| 15  | 匚      | 2       | Rahmen                                           | fāng 三框儿                              |                                                | gebunden | selten         | 22           | 区 qū = Bezirk, 医 yī = Arzt, 匠 jiàng = Handwerker                                           |
| 16  | 卜      | 2       | Orakel, wahrsagen                                | bǔ                                       |                                                | frei     | selten         | 25           | 占 zhān = weissagen, 下 xià = unten, 上 shàng = oben                                          |
| 17  | 刂      | 2       | Messer                                           | dāo 立刀旁儿                             | Kurzform von 27 刀 (Messer)                    | gebunden | häufig         | 18           | 刻 kè = schneiden, 别 bié = trennen, 刚 gāng = gerade eben                                    |
| 18  | 冖      | 2       | Deckel, Krone                                    | mì 秃宝盖儿                              | vgl. 45 宀 (Dach)                              | gebunden | selten         | 14           | 写 xiě = schreiben, 军 jūn = Heer, 幂 mì = Abdecktuch                                         |
| 19  | 冂      | 2       | Begrenzung                                       | jiōng 同字匡儿                           |                                                | gebunden | selten         | 13           | 丹 dān = Zinnober, 用 yòng = benutzen, 同 tóng = gemeinsam, gleich                            |
| 20  | 𠂉      | 2       |                                                  | —                                        |                                                | gebunden | selten         |              | 午 wǔ = Mittag, 年 nián = Jahr                                                                |
| 21  | 亻      | 2       | Mensch (einzelner Mensch)                        | dānrén páng 单人旁儿                     | Kurzform von 23                                | gebunden | sehr häufig    | 9            | 仁 rén = human, 仙 xiān = Unsterblicher, Fee, 们 mén = (Pluralpartikel)                       |
| 22  | ⺁      | 2       |                                                  | —                                        |                                                | gebunden | sehr selten    |              | 反 fǎn = Essen, 后 hòu = nach                                                                 |
| 23  | 人      | 2       | Mensch                                           | rén                                      | Langform von 21 ⺅                             | frei     | relativ häufig | 9            | 入 rù = hineingehen, 个 gè = (Zähleinheitswort), 今 jīn = jetzt, heute                        |
| 24  | 八      | 2       | acht                                             | bā                                       |                                                | frei     | relativ häufig | 12           | 丷 (Schreibvariante), 分 fēn = teilen, 六 liù = sechs, 兵 bīng = Soldat                       |
| 25  | 乂      | 2       |                                                  | —                                        |                                                | gebunden | sehr selten    |              | 义 yì = gerecht, 杀 shā = töten                                                               |
| 26  | 勹      | 2       | einpacken, (Rahmen des Zeichens bao)             | bāozi tóu 包字头儿                       |                                                | gebunden | sehr selten    | 20           | 包 bāo = umarmen, 匈 xiōng = Brust                                                            |
| 27  | 刀      | 2       | Messer, Schwert                                  | dāo                                      | Langform von 17 刂                             | frei     | selten         | 18           | 切 qiē = schneiden, 争 zhēng = kämpfen                                                        |
| 28  | 力      | 2       | Kraft                                            | lì                                       |                                                | frei     | relativ häufig | 19           | 动 dòng = bewegen, 加 jiā = hinzufügen                                                        |
| 29  | 儿      | 2       | Beine, Kind                                      | ér                                       |                                                | frei     | sehr selten    | 10           | 兄 xiōng = älterer Bruder, 先 xiān = zuerst                                                   |
| 30  | 几      | 2       | Tischchen                                        | jī                                       |                                                | frei     | selten         | 16           | 凡 fán = gewöhnlich, 朵 duǒ = (ZEW)                                                           |
| 31  | 龴      | 2       |                                                  | —                                        |                                                | gebunden | sehr selten    |              | 予 yǔ = geben, 勇 yǒng = tapfer                                                               |
| 32  | 卩      | 2       | Siegel                                           | jié                                      |                                                | gebunden | sehr selten    | 26           | 印 yìn = drucken, 卫 wèi = verteidigen                                                        |
| 33  | ⻖      | 2       | Hügel, (linkes Ohr, immer links)                 | zuǒ ěrduo 单耳旁儿                       | Langzeichen: 阜                                | gebunden | häufig         | 170          | 队 duì = Abteilung                                                                            |
| 34  | ⻏      | 2       | Dorf, Stadt, (rechtes Ohr, immer rechts)         | yòu ěrduo 双耳旁儿                       | Langzeichen: 邑                                | gebunden | häufig         | 163          | 邓 dèng = (Familienname), 邦 bāng = Staat, 那 nà = jener/jene/jenes                           |
| 35  | 又      | 2       | rechte Hand; auch, wieder                        | yòu                                      |                                                | frei     | selten         | 29           | 叉 chā = Gabel, 欢 huàn = erfreut                                                             |
| 36  | 廴      | 2       | marschieren, (Radikal des Zeichens jian)         | yín; 建之旁儿 jiàn zì páng               |                                                | gebunden | sehr selten    | 54           | 建 jiàn = aufbauen, 廷 tíng = Hof                                                             |
| 37  | 厶      | 2       | Kokon, privat, persönlich                        | sī 私字儿                                |                                                | gebunden | selten         | 28           | 私 sī = privat, 台 tái = Terrasse, 县 xiàn = Bezirk, 会 huì = können/Treffen                  |
| 38  | 凵      | 2       | Schüssel, offener Mund                           | qǔ                                       |                                                | gebunden | sehr selten    | 17           | 画 huà = Bild                                                                                 |
| 39  | 匕      | 2       | Löffel                                           | bǐ                                       |                                                | frei     | sehr selten    | 21           | 北 běi = Norden                                                                               |
| 40  | 氵      | 3       | Wasser (3-Punkte-Wasser)                         | 三点水儿 sāndiǎn shuǐ                    | Kurzform von 125 水                            | gebunden | sehr häufig    | 85           | 河 hé = Fluss, 湖 hú = See, 海 hǎi = Meer                                                     |
| 41  | 忄      | 3       | Herz                                             | shù xīn páng 竖心旁儿 = senkrechtes Herz | Kurzform von 81 心                             | gebunden | sehr häufig    | 61           | 忙 máng = beschäftigt, 怕 pà = fürchten                                                       |
| 42  | 丬      | 3       | gespaltener Bambus, (Radikal des Zeichens jiang) | pán, 将字旁儿 jiàng zì páng              | Kurzform von 爿                                | gebunden | sehr selten    | 90           | 壮 zhuàng = stark, 将 jiāng = beabsichtigen                                                   |
| 43  | 亡      | 3       | sterben, fliehen, flüchten                       | wáng                                     |                                                | frei     | sehr selten    |              | 忘 wàng = vergessen, 盲 máng = blind                                                          |
| 44  | 广      | 3       | weit, breit, ausgedehnt                          | guǎng 广字旁儿                           | vgl. 127 疒 (krank)                            | frei     | sehr selten    | 53           | 床 chuáng = Bett, 店 diàn = Laden                                                             |
| 45  | 宀      | 3       | Dach, Deckel; (Deckel des Zeichens bao)          | mián, 宝盖儿 bǎo gàir                    | vgl. 139 龸                                    | gebunden | häufig         | 40           | 安 ān = Frieden, 字 zì = Zeichen, 宝 bǎo = Schatz                                             |
| 46  | 门      | 3       | Tür, Tor                                         | mén                                      | Langzeichen: 門                                | frei     | häufig         | 169          | 问 wèn = fragen, 间 jiān = Zwischenraum, 闹 nào = lärmen                                      |
| 47  | 辶      | 3       | anhalten, (Radikal des Zeichens zou)             | chuò, 走之儿 zǒu zì páng                 | Langzeichen: 辵                                | gebunden | sehr häufig    | 162          | 边 biān = Seite, 这 zhè = dieses, 过 guò = vorbeigehen                                        |
| 48  | 工      | 3       | Arbeit, arbeiten                                 | gōng                                     |                                                | frei     | sehr selten    | 48           | 巧 qiǎo = geschickt, 功 gōng =                                                                |
| 49  | 土      | 3       | Erde                                             | tǔ 提土旁儿                              |                                                | frei     | sehr häufig    | 32 und 33    | 地 dì = Erde, Boden, 寺 sì = Tempel                                                           |
| 50  | 艹      | 3       | Gras, (Kopf des Zeichens cao)                    | cǎo zì tóu 草字头儿                      | Langzeichen: 艸                                | gebunden | sehr häufig    | 140          | 草 cǎo = Gras, 节 jié = Fest, 蓝 lán = blau                                                   |
| 51  | 廾      | 3       | erhobene Hände, (unterer Teil des Zeichens gong) | nòng zì dǐr 弄字底儿                     | ähnelt Nr. 50                                  | frei     | sehr selten    | 55           | 开 kāi = öffnen                                                                               |
| 52  | 大      | 3       | groß                                             | dà                                       |                                                | frei     | relativ häufig | 37           | 央 yāng = Zentrum, 夫 fū = Ehemann                                                            |
| 53  | 尢      | 3       | lahm                                             | yóu, wāng 尤字旁儿                       | vgl. 29 (Beine)                                | gebunden | sehr selten    | 43           | 无 wú = ohne, 尤 yóu = besonders                                                              |
| 54  | 寸      | 3       | Daumen, Zoll                                     | cùn                                      |                                                | frei     | sehr selten    | 41           | 寿 shòu = langes Leben, 封 fēng = Siegel                                                      |
| 55  | 扌      | 3       | Hand, (Radikal Hand)                             | tíshǒu páng                              | Kurzform von 111 手                            | gebunden | sehr häufig    | 64           | 打 dǎ = schlagen, 拍 pāi =                                                                    |
| 56  | 弋      | 3       | Wurfspieß, Pfeil mit Schnur                      | yì                                       | vgl. 101 戈 (Lanze)                            | frei     | sehr selten    | 56           | 贰 ér = zwei, 式 shì = Art                                                                    |
| 57  | 巾      | 3       | Tuch, Schal                                      | jīn                                      |                                                | frei     | relativ häufig | 50           | 币 bì = Währung, 师 shī = Meister                                                             |
| 58  | 口      | 3       | Mund, Öffnung                                    | kǒu                                      |                                                | frei     | sehr häufig    | 30           | 吃 chī = essen, 吹 chuī = blasen, 吗 ma = (Fragepartikel)                                     |
| 59  | 囗      | 3       | umgeben, (Rahmen des Zeichens wei)               | wéi, wéi zì kuāng                        |                                                | gebunden | relativ häufig | 31           | 国 guó = Land, Staat, 四 sì = vier, 图 tù = Karte                                             |
| 60  | 山      | 3       | Berg, Gebirge                                    | shān                                     |                                                | frei     | häufig         | 46           | 岁 suì = Lebensjahr, 岗 gàng = Anhöhe, 岩 yán = Klippe, Felsen                                |
| 61  | 屮      | 3       | Spross, Trieb, junges Gras                       | chè                                      |                                                | gebunden | sehr selten    | 45           | 出 chū = herauskommen                                                                         |
| 62  | 彳      | 3       | Schritt, schlendern, bummeln                     | chì 双人旁儿                             | vgl. 22 ⺅ (Mensch)                            | frei     | häufig         | 60           | 行 xíng = gehen, 很 hěn = sehr, 街 jiē = Straße                                               |
| 63  | 彡      | 3       | Haarsträne, (drei gebogene Striche)              | sān piě 三撇儿                           | vgl. 220 髟 (Haar)                             | gebunden | selten         | 59           | 形 xíng = Form, 影 yǐng = Schatten                                                            |
| 64  | 夕      | 3       | Dämmerung, Sonnenuntergang                       | xī                                       | vgl. 117 月 (Mond)                             | frei     | sehr selten    | 36           | 多 duō = viel, 外 wài = draußen, 名 míng = Namen, 梦 mèng = Traum                             |
| 65  | 夂      | 3       | verfolgen, langsam, (Kopf des Zeichens tou)      | zhǐ, dōng zì tóu 冬字头, 折文儿          |                                                | gebunden | sehr selten    | 34           | 处 chù = Ort, Stelle, 冬 dōng = Winter                                                        |
| 66  | 丸      | 3       | Kugel, Ball, Pille                               | wán                                      |                                                | frei     | sehr selten    |              | 熟 shú = gar                                                                                  |
| 67  | 尸      | 3       | Leichnam                                         | shī                                      | ähnelt 86 户 (Tür)                             | frei     | relativ häufig | 44           | 尾 wěi = Schwanz, 居 jū = wohnen, 屎 shǐ = Mist, Exkremente                                   |
| 68  | 饣      | 3       | Nahrung, (Radikal des Zeichens shi)              | 食字旁儿 shí zì páng                     | Kurzform von 168 飠bzw. 食 (Speise)            | gebunden | 38 Zeichen     | 184          | 饭 fàn = Essen, 饱 bǎo = satt                                                                 |
| 69  | 犭      | 3       | Hund, (umgedrehter Hund)                         | fan quan pang 反犬旁儿                   | Kurzform von 96 犬 (Hund)                      | gebunden | 60 Zeichen     | 94           | 猫 māo = Katze, 狗 gǒu = Hund                                                                 |
| 70  | 彐      | 3       | Schweinerüssel                                   | jì                                       | 彑 Schreibvariante                             | gebunden | sehr selten    | 58           | 归 guī = zurück, 灵 líng = Seele                                                              |
| 71  | 弓      | 3       | Bogen                                            | gōng                                     |                                                | frei     | selten         | 57           | 张 zhāng = Blatt, 孤 gū = verwaist                                                            |
| 72  | 己      | 3       | selbst, persönlich, bereits                      | Jǐ                                       | 已 yi 己 si 巳                                 | frei     | sehr selten    | 49           | 已 jǐ = selbst, 导 dǎo = führen                                                               |
| 73  | 女      | 3       | Frau                                             | nǚ                                       |                                                | frei     | häufig         | 38           | 妈 mā = Mama, 姐 jiě = ältere Schwester, 妹 mèi = jüngere Schwester                           |
| 74  | 子      | 3       | Kind                                             | zǐ                                       |                                                | frei     | selten         | 39           | 孩 hái = Kind, 孔 kǒng = Loch, 孕 yùn = schwanger                                             |
| 75  | 马      | 3       | Pferd                                            | mǎ                                       | Langzeichen: 馬                                | frei     | häufig         | 187          | 驾 jià = treiben, 骂 mà = schimpfen, 骡 luó = Maultier                                        |
| 76  | 幺      | 3       | eins                                             | yāo                                      |                                                | frei     | sehr selten    | 52           | 幼 yòu = jung, 约 yuē = vereinbaren                                                           |
| 77  | 纟      | 3       | Seide                                            | mì (sī) 绞丝旁儿                         | Traditionelle Langzeichen: 糸 糹               | frei     | sehr häufig    | 120          | 丝 sī = Seide, 绸 chóu = Seidenstoff, 红 hóng = rot                                           |
| 78  | 巛      | 3       | Strom, Fluss, ( drei Winkelstriche)              | chuān, sān guài                          |                                                | frei     | sehr selten    | 47           | 川 chuān = Fluss, Strom; 甾 zāi = Katastrophe                                                 |
| 79  | 小      | 3       | klein                                            | Xiǎo                                     | ⺌ als Schreibvariante                         | frei     | selten         | 42           | 少 shǎo = wenig, 省 shěng = sparen                                                            |
| 80  | 灬      | 4       | Feuer                                            | biāo, huǒ 四点儿                         | Sì diǎn als Kurzform von 83 火 (Feuer)         | frei     | selten         | 86           | 热 rè = heiß, 点 diǎn = Punkt, 照 zhào = glänzen                                              |
| 81  | 心      | 4       | Herz                                             | xīn                                      | vgl. 41 忄 (Herz)                              | frei     | häufig         | 61           | 必 bì = müssen, 忽 hū =, 恐 kǒng = fürchten, ängstlich                                        |
| 82  | 斗      | 4       | Scheffel, Hohlmaß                                | dòu                                      |                                                | frei     | sehr selten    | 68           | 斜 xié = schräg                                                                               |
| 83  | 火      | 4       | Feuer, Flamme                                    | huǒ 火字旁儿                             | Kurzform ist 80 灬 (Feuer)                     | frei     | häufig         | 86           | 烟 yān = Zigarette, 炎 yán = heiß, 灭 miè = löschen                                           |
| 84  | 文      | 4       | Muster, Kultur, Schrift, Text                    | wén                                      |                                                | frei     | sehr selten    | 67           | 刘 liú = (Familienname)                                                                       |
| 85  | 方      | 4       | Viereck, Himmelsrichtung                         | fāng                                     |                                                | frei     | selten         | 70           | 放 fàng =, 旁 páng =, 旅 lǚ = reisen                                                          |
| 86  | 户      | 4       | Türflügel                                        | hù 户字旁儿                              | ähnelt 67 尸 (Leichnam)                        | frei     | selten         | 63           | 房 fáng =, 扁 biǎn =, 扇 shān = fächeln, anstiften                                            |
| 87  | 礻      | 4       | Hinweis, (Radikal des Zeichens shi)              | shì zì páng 示字旁儿                     | Kurzform von 132 示                            | frei     | relativ häufig | 113          | 祝 zhù =                                                                                      |
| 88  | 王      | 4       | König                                            | wáng 王字旁儿                            | vgl. 131 玉 (Jade)                             | frei     | häufig         | 96           | 弄 nòng =, 玻 bō = Glas, 璃 lí = Glas                                                         |
| 89  | 主      | 4       | Herrscher, Gastgeber                             | zhǔ                                      |                                                | frei     | sehr selten    |              | 表 biǎo =, 毒 dú = Gift, 责 zé = Aufgabe                                                      |
| 90  | 天      | 4       | Himmel, Tag                                      | tiān                                     | 夭 Schreibvariante                             | frei     | sehr selten    |              | 吞 tūn = schlucken                                                                            |
| 91  | 韦      | 4       | Leder                                            | wéi                                      |                                                | frei     | sehr selten    |              | 韪 wěi = richtig                                                                              |
| 92  | 耂      | 4       | alt                                              | lǎo                                      | Langzeichen: 老 (alt)                          | frei     | sehr selten    | 125          | 老 lǎo = alt, 考 kǎo = prüfen, 孝 xiào = kindliche Pietät                                     |
| 93  | 廿      | 4       | zwanzig                                          | niàn                                     | Zwei 十 (shí = zehn), 龷 Schreibvariante       | frei     | sehr selten    |              | 共 gòng =, 黄 huáng = gelb                                                                    |
| 94  | 木      | 4       | Baum, Holz                                       | mù                                       |                                                | frei     | sehr häufig    | 75           | 林 lín = Wald, 森 sēn = Urwald, 本 běn = Wurzel                                               |
| 95  | 不      | 4       | nicht                                            | bù                                       |                                                | frei     | sehr selten    |              | 否 fǒu =                                                                                      |
| 96  | 犬      | 4       | Hund                                             | quǎn                                     | Langform von 69 犭 (Hund)                      | frei     | sehr selten    | 94           | 哭 kū = weinen                                                                                |
| 97  | 歹      | 4       | schlecht, böse                                   | dǎi                                      |                                                | frei     | relativ häufig | 78           | 死 sǐ = sterben, 列 liè = auflisten                                                           |
| 98  | 瓦      | 4       | Ziegel                                           | wǎ                                       |                                                | frei     | sehr selten    | 98           | 瓶 píng = Flasche, 瓮 wèng = Steingutkübel, 瓷 cí = Porzellan                                 |
| 99  | 牙      | 4       | Eckzahn                                          | yá                                       | vgl. 206 齿 (Backenzahn)                       | frei     | sehr selten    | 92           | 雅 yǎ = elegant, vornehm, 鸦 yā = Krähe, Rabe                                                 |
| 100 | 车      | 4       | Wagen, Fahrzeug                                  | chē                                      | Langzeichen: 車                                | frei     | häufig         | 159          | 轮 lún = Rad                                                                                  |
| 101 | 戈      | 4       | Lanze, Hiebaxt                                   | gē                                       | vgl. 56 弋 (Wurfspieß)                         | frei     | selten         | 62           | 我 wǒ = ich, 划 huá = rudern, 战 zhàn = Krieg                                                 |
| 102 | 止      | 4       | Zehe, stehen bleiben, unterbrechen               | zhǐ                                      |                                                | frei     | sehr selten    | 77           | 正 zhèng = richtig, 步 bù = Schritt, 此 cǐ = dieses                                           |
| 103 | 日      | 4       | Sonne                                            | rì                                       | vgl. 118 月 (Mond)                             | frei     | häufig         | 72           | 明 míng = hell, 早 zǎo = früh, 时 shí = Stunde                                                |
| 104 | 曰      | 4       | sprechen, sagen                                  | yuē                                      |                                                | frei     | sehr selten    | 73           | 曲 qū = Lied, 电 diàn = Strom, 冒 mào = wagen                                                 |
| 105 | 中      | 4       | Mitte                                            | zhōng                                    |                                                | frei     | sehr selten    |              | 忠 zhōng = loyal, 贵 guì = teuer                                                              |
| 106 | 贝      | 4       | Kaurimuschel                                     | bèi                                      | Langzeichen: 貝                                | frei     | häufig         | 154          | 财 cái =, 货 huò = Ware, 贸 mào = Handel                                                      |
| 107 | 见      | 4       | sehen                                            | jiàn                                     | Langzeichen: 見                                | frei     | selten         | 147          | 觉 jué = fühlen, 览 lǎn = etw. anschauen                                                      |
| 108 | 父      | 4       | Vater                                            | fù                                       |                                                | frei     | sehr selten    | 88           | 爷 yé = Opa, 爸 bà = Papa                                                                     |
| 109 | 气      | 4       | Dampf, Gas, Luft                                 | qì                                       |                                                | frei     | relativ häufig | 84           | 氛 fēn = Atmosphäre, Stimmung, 氦 hài = Helium, 氢 qīng = Wasserstoff                         |
| 110 | 牛      | 4       | Rind                                             | niú                                      | 牜 ist Schreibvariante                         | frei     | selten         | 93           | 牧 mù = Vieh hüten, 犊 dú = Kalb                                                              |
| 111 | 手      | 4       | Hand                                             | shǒu                                     | vgl. 55 扌                                     | frei     | selten         | 64           | 拿 ná = nehmen, 拜 bài = Ehrerbietung zeigen                                                  |
| 112 | 毛      | 4       | Haar, Borste                                     | máo                                      |                                                | frei     | selten         | 82           | 毯 tǎn = Bettdecke, 毫 háo = winzig                                                           |
| 113 | 攵      | 4       | klopfen                                          | pū                                       | in Langzeichen auch 攴                         | gebunden | selten         | 66           | 收 shōu = empfangen, 攻 gōng = angreifen                                                      |
| 114 | 片      | 4       | Scheibe, Platte                                  | piàn                                     |                                                | frei     | sehr selten    | 91           | 版 bǎn = Druckplatte, 牌 pái = Schild                                                         |
| 115 | 斤      | 4       | Axt, Pfund                                       | jīn                                      |                                                | frei     | sehr selten    | 69           | 所 suǒ = dasjenige, 断 duàn = Abschnitt, 新 xīn = neu                                         |
| 116 | 爪      | 4       | Klaue                                            | zhuā                                     | vgl. 151 瓜, 爫 Schreibvariante                | frei     | selten         | 87           | 爬 pá = klettern, 爱 ài = lieben                                                              |
| 117 | 尺      | 4       | Fuß (Längenmaß)                                  | chǐ                                      | vgl. 67 尸                                     | frei     | sehr selten    |              | 尽 jǐn = möglichst, 昼 zhòu = Tageszeit                                                       |
| 118 | 月      | 4       | Mond, Monat, Fleisch                             | yuè                                      | Langzeichen: 肉                                | frei     | sehr häufig    | 74           | 朋 péng = Freund, 肝 gān = Leber, 背 bèi = Rücken                                             |
| 119 | 殳      | 4       | Keule, Lanze aus Bambus                          | shū                                      |                                                | frei     | sehr selten    | 79           | 段 duàn =,殴 ōu = schlagen                                                                    |
| 120 | 欠      | 4       | gähnen, schulden, mangeln                        | qiàn                                     | vgl. 128 穴 (Höhle)                            | frei     |                | 76           | 欧 ōu = Europa, 歌 gē = Lied, 歇 xiē = rasten                                                 |
| 121 | 风      | 4       | Wind                                             | fēng                                     | Langzeichen: 風                                | frei     | sehr selten    | 182          | 飘 piāo = wehen, 飓 jù = Orkan                                                                |
| 122 | 氏      | 4       | Sippe, Familie                                   | shì                                      | vgl. 227 民 (Volk)                             | frei     | sehr selten    | 83           | 昏 hūn = Abenddämmerung, konfus                                                               |
| 123 | 比      | 4       | vergleichen                                      | bǐ                                       | vgl. 39 匕 (Löffel)                            | frei     | sehr selten    | 81           | 毕 bì = beenden, 琵 pí = Laute, 毙 bì = sterben                                               |
| 124 | 肀      | 4       | Pinsel, (Kopf des Zeichens yu)                   | yù zì tóu                                | ⺻ ist Schreibvariante                         | frei     | sehr selten    |              | 肃 sù = ehrerbietig, 肆 sì = rücksichtslos                                                    |
| 125 | 水      | 4       | Wasser                                           | shuǐ                                     | Kurzform ist 氵                                | frei     | sehr selten    | 85           | 沓 dá oder tà = Haufen, 浆 jiàng = Gelee, 淼 miǎo = unendlich                                 |
| 126 | 立      | 5       | stehen, aufrichten                               | lì                                       |                                                | frei     | selten         | 117          | 站 zhàn = Station, 产 chǎn = gebären, produzieren, 亲 qīn = Elternteil                        |
| 127 | 疒      | 5       | Krankheit, (Radikal des Zeichens bing)           | nè, chuáng, bìng zì páng                 |                                                | frei     | häufig         | 104          | 病 bìng = krank, 症 zhèng = Krankheit, 疼 téng = schmerzen                                    |
| 128 | 穴      | 5       | Höhle                                            | xuè                                      | vgl. 120 欠 (gähnen)                           | frei     | häufig         | 116          | 空 kōng = leer, 穿 chuān = bohren, anziehen, 窗 chuāng = Fenster                              |
| 129 | 衤      | 5       | Kleidung                                         | yī                                       | vgl. 161 衣                                    | gebunden | häufig         | 145          | 衬 chèn = Hemd, 衫 shān = Hemd, 裤 kù = Hose                                                  |
| 130 | 𡗗      | 5       |                                                  | —                                        |                                                | gebunden | sehr selten    |              | 春 chūn = Frühling, 秦 qín = Esche, Qin-Dynastie                                              |
| 131 | 玉      | 5       | Jade                                             | yù                                       | vgl. 88 王 (König)                             | frei     | sehr selten    | 96           | 璧 bì = Wand, 玺 xǐ = kaiserliches Siegel                                                     |
| 132 | 示      | 5       | Hinweis, Zeichen                                 | shì                                      | Kurzform von 87 礻                             | frei     | sehr selten    | 113          | 禁 jìn = verbieten                                                                            |
| 133 | 去      | 5       | weg gehen                                        | qù                                       |                                                | frei     | sehr selten    |              | 丢 diù = werfen, 却 què = s. zurückziehen                                                     |
| 134 | 𤇾      | 5       |                                                  | róng zì tóu 荣字头                       | 𤇾 wäre das Langzeichen, nicht das Kurzzeichen | gebunden | selten         |              | 劳 láo = arbeiten, 蒙 mēng = täuschen, betrügen                                               |
| 135 | 甘      | 5       | süß                                              | gān                                      | vgl. 93 廿 (zwanzig)                           | frei     | sehr selten    | 99           | 某 mǒu = gewisse, bestimmte                                                                   |
| 136 | 石      | 5       | Stein                                            | shí                                      |                                                | frei     | häufig         | 112          | 码 mǎ = Nummer, 砚 yàn = Tuschestein, 碰 pèng = berühren, treffen                             |
| 137 | 龙      | 5       | Drachen                                          | lóng                                     | Langzeichen: 龍                                | frei     | sehr selten    | 212          | 砻 lóng = Reisschäler, 聋 lóng = taub, 垄 lǒng = erhöhter Ackerstreifen                       |
| 138 | 戊      | 5       | 5. Himmelstamm                                   | wù                                       |                                                | frei     | sehr selten    |              | 成 chéng = werden, 或 huò = oder                                                              |
| 139 | 龸      | 5       |                                                  | cháng zì tóu 常字頭                      | vgl. 46 宀 (Dach)                              | gebunden | sehr selten    |              | 常 cháng = oft, 掌 zhǎng = Handfläche, 堂 táng = Halle                                        |
| 140 | 业      | 5       | Geschäft, Branche                                | yè                                       | 業                                             | frei     | sehr selten    |              | 黹 zhǐ = Näharbeit, 凿 záo = Meißel                                                           |
| 141 | 目      | 5       | Auge                                             | mù                                       | vgl. 145 罒                                    | frei     | häufig         | 109          | 看 kàn = erblicken, 眠 mián = schlafen, 睡 shuì = schlafen                                    |
| 142 | 田      | 5       | Feld                                             | tián                                     |                                                | frei     | relativ häufig | 102          | 男 nán = Mann, 思 sī = denken, 界 jiè = Grenze                                                |
| 143 | 由      | 5       | Grund, Ursache, wegen, durch                     | yóu                                      |                                                | frei     | sehr selten    |              | 由 yóu = infolge von, durch, 邮 yóu = mit der Post senden                                     |
| 144 | 申      | 5       | erklären, 9. Erdzweig                            | shēn                                     |                                                | frei     | sehr selten    |              | 畅 chàng = ungehindert                                                                        |
| 145 | 罒      | 5       | Netz                                             | wǎng 皿字头                              | Langzeichen: 网                                | gebunden | selten         | 122          | 罗 luó = Vogelfangnetz, sammeln, 罪 zuì = Fehler, Schuld, Sünde, 罢 bà = Tätigkeit einstellen |
| 146 | 皿      | 5       | Schüssel, Geschirr                               | mǐn 皿字底                               | ähnelt 181 血 (Blut)                           | frei     | selten         | 108          | 盆 pén = Topf, 盟 méng = sich verbünden, 孟 mèng = erster Monat einer Jahreszeit              |
| 147 | 钅      | 5       | Gold, Metall                                     | jīn                                      | Langzeichen: 釒als Kurzform von 209 金         | frei     | sehr häufig    | 167          | 针 zhēn = Nadel, 铁 tiě = Eisen, 铜 tóng = Kupfer                                             |
| 148 | 矢      | 5       | Pfeil                                            | shǐ                                      |                                                | frei     | sehr selten    | 111          | 知 zhī = wissen, 短 duǎn = kurz                                                               |
| 149 | 禾      | 5       | Getreide                                         | hé                                       | vgl. 94 木 (Baum)                              | frei     | häufig         | 115          | 利 lì = scharf, spitz, Profit, 和 hé = Harmonie, 季 jì = Jahreszeit                           |
| 150 | 白      | 5       | weiß                                             | bái                                      | vgl. 103 日 (Sonne)                            | frei     | selten         | 106          | 百 bǎi = 100, 的 de (Genitivpartikel), 皇 huáng = Kaiser                                      |
| 151 | 瓜      | 5       | Melone                                           | guā                                      | ähnelt 116 爪 (Klaue)                          | frei     | sehr selten    | 97           | 瓢 piāo = Schöpflöffel                                                                        |
| 152 | 鸟      | 5       | Vogel                                            | niǎo                                     | Langzeichen: 鳥                                | frei     | häufig         | 196          | 鸡 jī = Huhn, 鸭 yā = Ente, 鸥 ōu = Möwe                                                      |
| 153 | 皮      | 5       | Haut, Leder                                      | pí                                       |                                                | frei     | sehr selten    | 107          | 颇 pó = geneigt, einseitig, 皱 zhòu = knittern                                                |
| 154 | 癶      | 5       | Rücken                                           | bō                                       |                                                | gebunden | sehr selten    | 105          | 登 deng1 = steigen, 癸 guǐ = letzter der zehn Himmelsstämme                                   |
| 155 | 矛      | 5       | Speer, Lanze                                     | máo                                      |                                                | frei     | sehr selten    | 110          | 柔 róu = weich, 蟊 máo = Schädling                                                            |
| 156 | 疋      | 5       | Stoffballen                                      | shū, pǐ                                  | ähnelt 189 走 (gehen)                          | frei     | sehr selten    | 103          | 楚 chǔ = klar, rein, 蛋 dàn = Ei                                                              |
| 157 | 羊      | 6       | Ziege, Schaf                                     | yáng                                     | ⺷ ist Schreibvariante                         | frei     | 21 Zeichen     | 123          | 美 měi = schön, 群 qún = Herde, Menge                                                         |
| 158 | 龹      | 6       | Rolle                                            | Quán zì tóu 拳字头                       |                                                | gebunden | sehr selten    |              | 卷 juàn = Buch, Band, 拳 quán = Faust                                                         |
| 159 | 米      | 6       | Reis                                             | mǐ                                       |                                                | frei     | häufig         | 119          | 粉 fěn = Pulver, 粮 liáng = Körner, Getreide, 糖 táng = Zucker                                |
| 160 | 齐      | 6       | aufreihen, ordentlich, gleichmäßig               | qí                                       | Langzeichen: 齊                                | frei     | sehr selten    | 210          | 剂 jì = Präparat                                                                              |
| 161 | 衣      | 6       | Kleidung, Kleid                                  | yī                                       | Langform von 129衤                             | frei     | selten         | 145          | 袋 dài = Tasche, Beutel, 装 zhuang1 = schmücken, verkleiden                                   |
| 162 | 亦      | 6       | auch, ebenso                                     | yì                                       |                                                | frei     | selten         |              | 变 biàn = werden, 孪 luán = Zwilling, 挛 luán = Krampf                                        |
| 163 | 耳      | 6       | Ohr                                              | ěr                                       |                                                | frei     | selten         | 128          | 取 qǔ = holen, abholen, erhalten, 联 lián = s. vereinigen, 聪 cōng = hellhörig, klug          |
| 164 | 臣      | 6       | Diener; Minister                                 | chén                                     |                                                | frei     | sehr selten    | 131          | 卧 wò = s. hinlegen                                                                           |
| 165 | 𢦏      | 6       |                                                  | —                                        |                                                | gebunden | sehr selten    |              | 载 zǎi = Jahr, 载 zài= laden, 栽 zai = pflanzen, 哉 zāi = O weh!                              |
| 166 | 西      | 6       | bedecken, Westen                                 | xī                                       | ähnelt 193 酉 (Amphore), 覀 Schreibvariante    | frei     | sehr selten    | 146          | 要 yào = wollen, 票 piào = Karte, Zettel                                                      |
| 167 | 朿      | 6       | Dorn                                             | cì                                       | ähnelt 192 束 (Bündel)                         | gebunden | sehr selten    |              | 棘 jí = wilde Jujube                                                                          |
| 168 | 亚      | 6       | unterlegen, zweitrangig, Asien                   | yà                                       | Langzeichen: 亞                                | frei     | sehr selten    |              | 严 yán = streng, 恶 wù = verabscheuen                                                         |
| 169 | 而      | 6       | Bart, und                                        | ér                                       |                                                | frei     | sehr selten    | 126          | 耐 nài = ertragen können, 耍 shuǎ = spielen                                                   |
| 170 | 页      | 6       | Kopf, Seite                                      | yè                                       | Langzeichen: 頁                                | frei     | häufig         | 181          | 顶 dǐng = höchster Punkt, 烦 fán = verdrossen, verärgert                                      |
| 171 | 至      | 6       | erreichen, bis, nach                             | zhì                                      |                                                | frei     | sehr selten    | 133          | 到 dào = ankommen, 致 zhì = senden                                                            |
| 172 | 光      | 6       | Glanz, Licht, Strahl                             | guāng                                    |                                                | frei     | sehr selten    |              | 辉 huī = Glanz                                                                                |
| 173 | 虍      | 6       | Tiger, (Kopf des Zeichens Tiger)                 | hǔ, hǔ zì tóu                            |                                                | frei     | sehr selten    | 141          | 虎 hǔ = Tiger, 虐 nüè = grausam                                                               |
| 174 | 虫      | 6       | Insekt, Wurm                                     | chóng                                    |                                                | frei     | sehr häufig    | 142          | 蚂 mǎ = Ameise, 蚁 yǐ = Ameise, 蚊 wén = Mücke                                                |
| 175 | 缶      | 6       | Krug, Amphore                                    | fǒu                                      |                                                | frei     | sehr selten    | 121          | 缸 gāng = Tongefäß, 缺 quē = mangeln                                                          |
| 176 | 耒      | 6       | Pflug, Deichsel                                  | lěi                                      | vgl. 94 木 (Holz)                              | frei     | selten         | 127          | 耙 bā = Egge, 耕 gēng = pflügen, Feld bestellen, 耗 hào = verbrauchen                         |
| 177 | 舌      | 6       | Zunge                                            | shé                                      |                                                | frei     | sehr selten    | 135          | 乱 luàn = Verwirrung, Chaos, 甜 tián = süß                                                    |
| 178 | 竹      | 6       | Bambus                                           | zhú                                      | ⺮ ist Schreibvariante                         | frei     | sehr häufig    | 118          | 笔 bǐ = Pinsel, 笆 bā = Korb                                                                  |
| 179 | 臼      | 6       | Mörser                                           | jiù                                      |                                                | frei     | sehr selten    | 134          | 舅 jiù = Bruder der Mutter                                                                    |
| 180 | 自      | 6       | kleine Nase, selbst                              | zì                                       | vgl. 226 鼻 (Nase)                             | frei     | sehr selten    | 132          | 息 xī = Atem anhalten, ausruhen, 臭 chòu = stinken                                            |
| 181 | 血      | 6       | Blut                                             | xuè                                      | ähnelt 146 皿 (Schüssel)                       | frei     | sehr selten    | 143          | 衄 nǜ = Nasenbluten, 衅 xìn = Streit                                                          |
| 182 | 舟      | 6       | Boot, Kahn                                       | zhōu                                     |                                                | frei     | relativ häufig | 137          | 航 háng = segeln, 帆 fán = Segel, 船 chuán = Schiff                                           |
| 183 | 羽      | 6       | Flügel                                           | yǔ                                       |                                                | frei     | selten         | 124          | 翁 wēng = Greis, 翠 cuì = smaragdgrün                                                         |
| 184 | 艮      | 6       | stur, aufrichtig                                 | gèn                                      |                                                | frei     | sehr selten    | 138          | 良 liáng = gut, fein, 既 jì = schon, bereits                                                  |
| 185 | 言      | 7       | Wort, sprechen                                   | yán                                      | Langform von 10 讠(sprechen)                   | frei     | sehr selten    | 149          | 誉 yù = Reputation, loben, 警 jǐng = warnen                                                   |
| 186 | 辛      | 7       | bitter, scharf, mühsam                           | xīn                                      |                                                | frei     | sehr selten    | 160          | 辩 biàn = verteidigen, 辟 bì = Monarch                                                        |
| 187 | 辰      | 7       | Morgendämmerung, 5. Erdzweig                     | chén                                     |                                                | frei     | sehr selten    | 161          | 辱 rǔ = Schande, 蜃 shèn = Muschel                                                            |
| 188 | 麦      | 7       | Weizen, Getreide                                 | mài                                      |                                                | frei     | sehr selten    | 199          | 麴 qū = Hefe, 麸 fū = Weizenkleie                                                             |
| 189 | 走      | 7       | gehen                                            | zǒu                                      | vgl. 196 足 (Fuß)                              | frei     | selten         | 156          | 超 chāo = überholen, 起 qǐ = sich erheben, 赶 gǎn = einholen aufholen                         |
| 190 | 赤      | 7       | zinnoberrot, rot, treu, nackt                    | chì                                      |                                                | frei     | sehr selten    | 155          | 赫 hè = prominent                                                                             |
| 191 | 豆      | 7       | Bohne                                            | dòu                                      |                                                | frei     | sehr selten    | 151          | 豌 wān = Erbse                                                                                |
| 192 | 束      | 7       | Bündel, schnüren                                 | shù                                      | ähnelt 167 朿 (Bündel)                         | frei     | sehr selten    |              | 柬 jiǎn = Karte, Brief                                                                        |
| 193 | 酉      | 7       | Amphore, 10. Erdzweig                            | yǒu                                      | ähnelt 166 西 (Westen)                         | frei     | häufig         | 164          | 酸 suān = sauer                                                                               |
| 194 | 豕      | 7       | Schwein                                          | shǐ                                      |                                                | frei     | sehr selten    | 152          | 豨 xī = klassisch Schwein                                                                     |
| 195 | 里      | 7       | Dorf, Meile, innen                               | lǐ                                       |                                                | frei     | sehr selten    | 166          | 野 yě = wild                                                                                  |
| 196 | 足      | 7       | Fuß                                              | zú                                       | vgl. 189 走 (gehen)                            | frei     | häufig         | 157          | 跟 gēn = zusammen mit, 路 lù = Weg, Straße, 跨 kuà = (über-)schreiten                         |
| 197 | 采      | 7       | pflücken, abnehmen                               | cǎi                                      |                                                | frei     | sehr selten    | 165          | 翻 fān = umkehren                                                                             |
| 198 | 豸      | 7       | Schlange, Wurm                                   | zhì                                      |                                                | frei     | sehr selten    | 153          | 豹 bào = Panther                                                                              |
| 199 | 谷      | 7       | Tal, Schlucht                                    | gǔ                                       |                                                | frei     | sehr selten    | 150          | 欲 yù = Lust, Wunsch                                                                          |
| 200 | 身      | 7       | Rumpf, Körper                                    | shēn                                     |                                                | frei     | sehr selten    | 158          | 射 shè = schießen                                                                             |
| 201 | 角      | 7       | Horn                                             | jiǎo                                     |                                                | frei     | sehr selten    | 148          | 触 chù = berühren                                                                             |
| 202 | 青      | 8       | blaugrün                                         | qīng                                     |                                                | frei     | 3 Zeichen      | 174          | 静 jìng = still, ruhig                                                                        |
| 203 | 龺      | 8       |                                                  | —                                        |                                                | gebunden | sehr selten    |              | 朝 cháo = Morgen, 乾 qián = männlich                                                          |
| 204 | 雨      | 8       | Regen                                            | yǔ                                       |                                                | frei     | relativ häufig | 173          | 雪 xuě = Schnee, 雷 léi = Donner, 零 líng = Null                                              |
| 205 | 非      | 8       | falsch, Fehler, Unrecht, nicht                   | fēi                                      |                                                | frei     | sehr selten    | 175          | 靠 kào =, 悲 bēi = Trauer, 韭 jiǔ = Schnittlauch                                              |
| 206 | 齿      | 8       | Backenzahn                                       | chǐ                                      | Langzeichen: 齒, vgl. 99 牙 (Eckzahn)          | frei     | selten         | 211          | 龄 líng = Alter, Lebensjahr                                                                   |
| 207 | 黾      | 8       | Kröte, Schildkröte                               | mǐn                                      | Langzeichen: 黽                                | frei     | sehr selten    | 213          | 鼋 yuán = Weichschildkröte                                                                    |
| 208 | 隹      | 8       | kleiner Vogel                                    | zhuī                                     |                                                | gebunden | selten         | 172          | 售 shòu = verkaufen, 雀 què = Sperling, 焦 jiāo = anbrennen, gebrannt                         |
| 209 | 金      | 8       | Gold, Metall                                     | jīn                                      | Langform von 钅 (Metall)                       | frei     | sehr selten    | 167          | 鑫 xīn = wachsender Reichtum                                                                  |
| 210 | 鱼      | 8       | Fisch                                            | yú                                       | Langzeichen: 魚                                | frei     | häufig         | 195          | 鲁 lǔ = dumm, 鲤 lǐ = Flusskarpfen                                                            |
| 211 | 音      | 9       | Ton, Laut                                        | yīn                                      |                                                | frei     | sehr selten    | 180          | 章 zhāng = Kapital, Stempel, 意 yì = Bedeutung                                                |
| 212 | 革      | 9       | Leder, verändern                                 | gé                                       |                                                | frei     | selten         | 177          | 鞭 biān = Peitsche, 鞍 àn = Sattel                                                            |
| 213 | 是      | 9       | sein, richtig, korrekt                           | shì                                      |                                                | frei     | sehr selten    |              | 匙 chí = Löffel, Schöpfkelle, 题 tí = Thema                                                   |
| 214 | 骨      | 9       | Knochen                                          | gǔ                                       | vgl. 118 月 (Fleisch)                          | frei     | selten         | 188          | 骸 hái = Skelett                                                                              |
| 215 | 香      | 9       | Duft, wohlriechend                               | xiāng                                    | vgl. 149 禾 (Getreide)                         | frei     | sehr selten    | 186          | 馨 xīn = intensiver Duft                                                                      |
| 216 | 鬼      | 9       | Gespenst, Geist                                  | guǐ                                      |                                                | frei     | selten         | 194          | 魂 hún = Seele                                                                                |
| 217 | 食      | 9       | Nahrung, Speise                                  | shí                                      | Langform von 68 飠(Nahrung)                    | frei     | sehr selten    | 184          | 餐 cān = Zew. für Mahlzeiten                                                                  |
| 218 | 高      | 10      | hoch                                             | gāo                                      | 髙 Schreibvariante                             | frei     | sehr selten    | 189          | 髝 láo = unerträglich (Temperatur) hohe Erscheinung                                           |
| 219 | 鬲      | 10      | Kessel, Dreifuß                                  | lì                                       |                                                | frei     | sehr selten    | 193          | 鬶 guī = Dreifußkanne                                                                         |
| 220 | 髟      | 10      | Haar                                             | biāo                                     | vgl. 63 彡 (Haarsträhne)                       | gebunden | selten         | 190          | 髥 rán = Backenbart, 髦 máo = modern                                                          |
| 221 | 麻      | 11      | Hanf                                             | má                                       |                                                | frei     | sehr selten    | 200          | 磨 mó = mahlen, 摩 mó = reiben, 魔 mó = Teufel, Dämon                                         |
| 222 | 鹿      | 11      | Hirsch                                           | lù                                       |                                                | frei     | sehr selten    | 198          | 麒 qí = Qilin                                                                                 |
| 223 | 黑      | 12      | schwarz                                          | hēi                                      | 黒 Schreibvariante                             | frei     | selten         | 203          | 墨 mò = Tusche, 黚 qiàn = schwarz                                                             |
| 224 | 鼓      | 13      | Trommel                                          | gǔ                                       |                                                | frei     | sehr selten    | 207          | 鼟 tēng = bum!                                                                                |
| 225 | 鼠      | 13      | Maus, Ratte                                      | shǔ                                      |                                                | frei     | selten         | 208          | 鼧 tuó = Murmeltier (鼧鼥 ~bá)                                                                |
| 226 | 鼻      | 13      | Nase                                             | bí                                       |                                                | frei     | sehr selten    | 209          | 鼾 hān = schnarchen, 齆 wèng = näseln (~~ 鼻 bí)                                              |

## Nicht-klassifizierbare Zeichen
Einige der nicht-klassifizierbaren Zeichen werden bei einigen Wörterbüchern doch unter einem der obigen Radikale eingeordnet.
| Nr. | Zeichen | Bedeutung       | Aussprache | Radikal | Traditionelles Zeichen und Radikal |
| --- | ------- | --------------- | ---------- | ------- | ---------------------------------- |
| 227 | 〇      | Null            | líng       | 1       | 零: 173 (雨)                       |
| 227 | 乡      | Heimat          | xiāng      | 76      | 郷: 163 (邑)                       |
| 227 | 判      | entscheiden     | pàn        | 17      | 判: 18 (力)                        |
| 227 | 卵      | Laich, Ei       | luǎn       | 32      | 卵: 26 (卩)                        |
| 227 | 凸      | konvex          | tū         | 38      | 凸: 17 (凵)                        |
| 227 | 甲      | 1. Himmelsstamm | jiǎ        | 142     | 甲: 102 (田)                       |
| 227 | 民      | Volk            | mín        |         | 民: 83 (氏)                        |